# Coquin de printemps (film, 1947)
Pour les articles homonymes, voir Coquin de printemps.
Vous lisez un « bon article » labellisé en 2010.  Il fait partie d'un « bon thème ».
Série Classiques d'animation Disney
La Boîte à musique
(1946) Mélodie Cocktail
(1948)
Pour plus de détails, voir Fiche technique et Distribution.
Coquin de printemps (Fun and Fancy Free) est le 12e long-métrage d'animation et le 9e « Classique d'animation » des studios Disney. Sorti en 1947 et comportant quelques prises de vues réelles, il est composé de deux moyens-métrages présentés par Jiminy Cricket et Edgar Bergen : Bongo, roi du cirque, tirée d'une histoire de Sinclair Lewis et narrée par Dinah Shore, et Mickey et le Haricot magique, adapté du conte traditionnel Jack et le Haricot magique.

## Synopsis
Le film débute avec l'apparition de Jiminy Cricket. Le personnage semble être dans un sous-bois au bord d'une mare et navigue sur une feuille en utilisant son parapluie comme pagaie. Il accoste peu après et on découvre que c'est en fait un grand vase plat, posé sur une table, près d'une bibliothèque. Jiminy escalade les livres puis redescend, son parapluie faisant office de parachute, et évite de peu de tomber dans un bocal où nage un poisson rouge. Poursuivant sa ritournelle, il devise du monde et déplie un journal pour montrer qu'il ne faut pas s'en faire. Mais un gros chat noir ne semble pas du même avis et le pousse dans une pièce attenante, une chambre d'enfant. Le criquet rencontre une poupée et un ours en peluche à l'air triste. Pour leur remonter le moral, il décide de mettre de la musique. Un disque est déjà ouvert, celui de l'histoire de Bongo, roi du cirque, racontée par Dinah Shore. Il extrait le disque de la pochette, et celui-ci roule vers le phonographe qu'il met en route. Dinah annonce qu'elle va raconter l'histoire de trois ours. Jiminy rétorque qu'il la connaît : celle avec papa, maman et petit ours. Mais Dinah le contredit, lui répondant qu'il s'agit d'une histoire d'amour.
Bongo, roi du cirque (Bongo)
Bongo, un ours de cirque, rêve de vivre dans la forêt avec d'autres ours sauvages. Pour cela, il se sauve du train qui l'amène à un autre cirque. Arrivé en forêt, il tombe amoureux d'une ourse, mais devra affronter ses rivaux pour gagner le cœur de la belle…
L'histoire achevée, la poupée et la peluche s'embrassent alors et Jiminy découvre une lettre mentionnant une fête à laquelle est invitée Luana Patten, dans la maison d'en face. C'est la demeure d'Edgar Bergen. Mortimer Snerd et Charlie McCarthy, les marionnettes de Bergen, sont aussi de la partie. Une jeune fille s'amuse des facéties d'Egdar Bergen, ventriloque et marionnettiste. Bergen se propose de raconter une histoire à propos de la Vallée enchantée ; mais Charlie ne semble pas très intéressé, tandis que Mortimer, un peu benêt, a du mal à l'imaginer. Luana y parvient, et l'imagine entourée de collines. Bergen ajoute à ce décor une rivière puis une route, des arbres, des champs et un château perché sur une colline au milieu de la vallée.
Mickey et le Haricot magique (Mickey and the Beanstalk)
Par un beau matin de printemps, la harpe chantante (le plus grand trésor de la vallée), est enlevée par le géant Willie. Mickey Mouse, Donald Duck et Dingo décident alors d'aller lui porter secours au château du géant, perché sur un nuage. Pour ce, ils devront triompher d'épreuves difficiles, comme de grimper sur un haricot géant.
La séquence d'animation achevée, Bergen déclare qu'une fois la harpe revenue, la vallée prospéra de nouveau. Mais Mortimer pleure la mort du géant. Bergen lui dit que ce n'est qu'un conte, une création de l'esprit, la vie comme la mort de Willie n'étant qu'une invention. C'est alors le toit de la demeure se soulève, révélant Willie qui cherche une souris (vraisemblablement Mickey). Bergen s'évanouit tandis que Willie part dans Hollywood et se coiffe d'un chapeau géant du Brown Derby.

## Fiche technique
- Titre original : Fun and Fancy Free
- Titre français et québécois : Coquin de printemps
- Réalisation : Jack Kinney, Bill Roberts et Hamilton Luske (séquences d'animation) ; William Morgan (prises de vues réelles)
- Scénario : Homer Brightman, Eldon Dedini, Lance Nolley, Tom Oreb, Harry Reeves et Ted Sears d'après Bongo, roi du cirque de Sinclair Lewis et Jack et le Haricot magique
- Directeur de la photo : Charles P. Boyle (prises de vues réelles)
- Procédé technique : Ub Iwerks (prises de vues réelles)
- Son : C. O. Slyfield (superviseur), Harold Steck et Robert O. Cook (enregistrement)
- Montage : Jack Bachom
- Consultante Technicolor : Natalie Kalmus, assistée de Morgan Padelford
- Conception graphique (séquences d'animation) :
  - Layout : Don DaGradi, Al Zinnen, Ken O'Connor, Hugh Hennesy, John Hench et Glenn Scott
  - Décors : Ed Starr, Claude Coats, Art Riley, Brice Mack, Ray Huffine et Ralph Hulett
- Animation :
  - Supervision de l'animation : Fred Moore, Ward Kimball, John Lounsbery, Wolfgang Reitherman et Les Clark
  - Animation des personnages : Hugh Fraser, Phil Duncan, Marc Davis, Harvey Toombs, Hal King, Judge Whitaker, Art Babbitt, Ken O'Brien, Jack Campbell et John Sibley
  - Effets spéciaux : George Rowley et Jack Boyd
- Musique : Charles Wolcott (superviseur), Oliver Wallace
  - Chansons[1] : Bennie Benjamin et George Weiss (Fun and Fancy Free), Leigh Harline et Ned Washington (I'm A Happy-Go-Lucky Fellow), Buddy Kaye et Eliot Daniel (Too Good to Be True, Say It with a Slap), Ray Noble et William Walsh (My Favorite Dream, My ! What A Happy Day), Paul J. Smith et Arthur Quenzer (Fee Fi Fo Fum), Bobby Worth (Lazy Coutryside)
- Production : Ben Sharpsteen
- Société de production : Walt Disney Pictures
- Société de distribution : RKO Radio Pictures
- Pays d’origine :  États-Unis
- Langue : anglais
- Format : couleur (Technicolor) – 35 mm – 1,37:1 – son mono (RCA Sound System)
- Genre : animation
- Durée : 70 minutes
- Dates de sortie : 
  - États-Unis : 27 septembre 1947
  - Canada : 17 décembre 1947
  - France : 29 mars 1950
  - Belgique : 3 août 1950
- Affiche : Boris Grinsson (France)

Sauf mention contraire, les informations proviennent de : Leonard Maltin, John Grant, Jerry Beck

## Distribution

### Distribution et voix originales
- Edgar Bergen : lui-même et les marionnettes Mortimer Snerd et Charlie McCarthy
- Luana Patten : elle-même
- Cliff Edwards : Jiminy Cricket (voix)
- Walt Disney/Jim MacDonald : Mickey Mouse (voix)
- Jim MacDonald : Lumpjack
- Clarence Nash : Donald Duck (voix)
- Pinto Colvig : Goofy Goof (Dingo) (voix)
- Billy Gilbert : Willie the Giant (voix)
- Anita Gordon : The Singing Harp (la Harpe enchantée) (voix)
- Dinah Shore : narratrice et soliste (Bongo)
- The Starlighters : chanteurs
- The Kings Men : chanteurs
- The Dinning Sisters : chanteuses

Sauf mention contraire, les informations proviennent de : Leonard Maltin, John Grant, Jerry Beck

### Voix françaises

#### 1erdoublage(1950)
- Jacques Bodoin : Jiminy Grillon (chantant) / Mickey Mouse / Donald Duck (reste des lignes entières) / Dingo
- Clarence Nash : Donald Duck (version de la voix originale)
- René Marc : Edgar Bergen
- Maurice Nasil : Charlie McCarthy / Ophélia
- Georges Hubert : Mortimer Snerd
- Mireille Gervais : Luana Patten
- Geneviève Guitry : narratrice (Bongo)
- Germaine Sablon : soliste (Bongo)
- Paulette Rollin : La Harpe Enchantée
- Pierre Morin : Willie le Géant
- Camille Guérini : Jiminy Grillon (parlant) / un employé du cirque / un soliste de la quadrille des ours
- Les Voix du rythme : chœurs

- Direction artistique : Daniel Gilbert

Source : Objectif Cinéma, Dans l’ombre des studios

#### 2edoublage(1997)
- Roger Carel : Jiminy Cricket / Edgar Bergen et ses marionnettes (Mortimer Snerd, Charlie McCarthy et Ophélia)
- Kelly Marot : Luana Patten
- Marie Ruggeri : narratrice et soliste (Bongo)
- Jean-François Kopf : Mickey Mouse
- Sylvain Caruso : Donald Duck
- Gérard Rinaldi : Dingo
- Richard Darbois : Willie le Géant
- Bénédicte Lécroart : La Harpe de Chantante

- Société de doublage : Dubbing Brothers, Télétota (Bongo)
- Adaptation dialogues : Claude Rigal-Ansous, Patrick Siniavine (Bongo), Philippe Videcoq (Mickey et le Haricot magique)
- Adaptation chansons : Claude Rigal-Ansous, Luc Aulivier (Bongo), Philippe Videcoq (Mickey et le Haricot magique)
- Direction artistique dialogues : Nathalie Raimbault
- Direction artistique chansons : Georges Costa
- Ingénieur enregistrement et mixage : Frédéric Dray

Source : carton Disney+.

## Sorties cinéma
Sauf mention contraire, les informations suivantes sont issues de l'Internet Movie Database.
- États-Unis : 27 septembre 1947
- Mexique : 16 décembre 1948
- Danemark : 14 mai 1949
- France : 29 mars 1950
- Suède : 15 mai 1950
- Italie : 22 février 1952
- Finlande : 19 décembre 1952
- Japon : 9 août 1954

## Sorties vidéo
- 1982 - VHS (États-Unis)[8]
- 1993 - VHS de Mickey et le Haricot magique
- 1993 - VHS de Bongo, Roi du Cirque
- Début 1994 - VHS (Québec) de Mickey et le Haricot magique
- 15 juillet 1997 - VHS[8], édition 50e anniversaire avec 2e doublage
- Printemps 1998 - VHS et LaserDisc
- Juin 2000 -VHS et DVD (Québec) dans la collection « classique or » et 2e doublage
- Octobre 2003 - DVD

## Origine et production
L'origine du film remonte au 2 mai 1940 avec le début de l'écriture d'un scénario pour un film allongé comportant le trio vedette du studio Mickey Mouse, Donald Duck et Dingo dans une adaptation du conte Jack et le Haricot magique. L'idée de ce film proche du long métrage n'est apparue selon Leonard Maltin, qu'après la décision d'inclure la séquence L'Apprenti sorcier au long métrage Fantasia (1940), court métrage presque achevé à la mi-juin 1938.

### Premiers développements
La séquence Mickey et le Haricot magique est une adaptation du conte britannique Jack et le Haricot magique que l'équipe de Disney situe dans la Vallée Enchantée (Happy Valley) prévue comme un court métrage allongé de Mickey Mouse. Disney avait déjà adapté ce conte en 1922 avec Jack et le Haricot magique produit par son studio Laugh-O-Gram alors qu'il vivait encore à Kansas City ; malheureusement il n'existe aucune copie connue de ce film. Une seconde adaptation du conte, beaucoup plus libre, a été réalisée en 1933 avec Giantland, Mickey incarnant Jack. D'après le scénariste Joe Grant, Walt revisitait souvent ses anciennes productions afin de les améliorer ou de les rendre au goût du jour.
Le moyen-métrage reprend à nouveau le principe de la lutte entre Mickey et un géant, aussi évoqué dans Le Brave Petit Tailleur (1938), mais en reprenant les bases du conte avec Jack, l'escalade et la coupe du haricot géant. Mickey est ici accompagné de Donald Duck et Dingo, ce qui constitue la première apparition du trio dans un long métrage. Lors de la conception du film, d'autres personnages ont été évoqués comme Gédéon et Grand Coquin, qui auraient été les marchands ayant dupé Mickey à la ville lui vendant des haricots magiques contre sa vache. Dans une autre version dessinée mais coupée peu avant le montage final, c'est la reine du royaume Minnie Mouse qui offre en échange de la vache, qu'elle prend pour un cadeau, un trésor familial, la boite contenant les haricots. Minnie lui lit alors la longue légende associée à cette boite mais Mickey en profite pour partir. Les développements stoppent durant l'été 1941, peu ou prou au moment où débute la conception de Bongo.
Bongo est basé sur une histoire originale de Sinclair Lewis,,, publiée en 1930 dans le magazine Cosmopolitan,. Pour Maltin, c'est une histoire « inoffensive mais incomparablement faible [...] racontable en 5 minutes » et qui a nécessité l'ajout de morceaux supplémentaires, « scènes d'actions sans but et musique d'ambiance. » Les travaux d'écriture du scénario débutent durant l'été 1941. L'histoire devait faire l'objet d'un long métrage mais comme le fait remarquer Jerry Beck, il est difficile de voir comment cela aurait été possible. L'idée est alors d'en faire une suite de Dumbo réutilisant les décors de cirque et les éléphants. Un script incomplet de Bongo a été présenté en interne le 8 décembre 1941, au lendemain de l'attaque de Pearl Harbor, mais cet événement stoppe la production du film.

### Arrêt de la production
Mais à partir de 1941, le studio Disney a besoin de trouver de l'argent pour survivre. Les précédents longs métrages sortis en 1940, Pinocchio et Fantasia, n'ont pas réalisé les résultats escomptés : ils ne compensent même pas la moitié de leurs coûts de production. Un autre long métrage est alors en production depuis plusieurs années, Bambi, avec un budget aussi conséquent. Dans le but d'obtenir quelques revenus, le studio Disney lance deux films à petit budget avec l'espoir de lancer ensuite d'autres projets,. Les deux premiers projets sont Le Dragon récalcitrant (1941) et Dumbo (1941). Mais la Seconde Guerre mondiale pénalise fortement le studio. Une solution survient avec la production des deux compilations latino-américaines Saludos Amigos (1942) et Les Trois Caballeros (1944). D'autres projets de compilations émergent à partir de projets stoppés avec la guerre. Coquin de Printemps est l'un des nombreux projets réalisés de manière rapide et à moindre coût en attendant que le studio retrouve son rythme.
C'est durant l'année 1946 que la production Coquin de printemps reprend sur les principes des compilations sud-américaines. Le long métrage mêle animation et scènes en prise de vue réelle mais le format compilé est celui des moyens-métrages et non plus des courts métrages. Un mémo du 20 août 1946 envoyé par John Reeder (directeur général) à Roy O. Disney, nous informe que les productions du studio sont suspendues sauf Mélodie du Sud, Coquin de printemps, Mélodie cocktail et Danny, le petit mouton noir. Parmi ces productions des années 1940, il peut être associé avec Le Crapaud et le Maître d'école (1949) avec lequel il partage un découpage en deux moyens-métrages.
Au début de l'année 1947, alors que la production du film Danny, le petit mouton noir est arrêtée pendant sept semaines, l'animation de Coquin de printemps s'achève et deux autres compilations sont en préparation, Mélodie Cocktail et Two Fabulous Characters renommée par la suite Le Crapaud et le Maître d'école.  John Hench encore un jeune artiste du studio travaille sur la composition.

### Les séquences

#### Jiminy Cricket, hôte du film
Le personnage de Jiminy Cricket est utilisé de manière similaire à son apparition dans le prologue de Pinocchio comme « un être moderne et décomplexé face aux objets de l'ancien monde qui l'entourent » et interpellant le public mais ici avec un trait plus épais pour le dessin de son visage. Jiminy agrémente le film de ses commentaires et dans la scène finale il interrompt Edgar Bergen à plusieurs reprises. L'intégration de Jiminy aux scènes en prise de vue réelle est à nouveau l'œuvre des techniques perfectionnées par Ub Iwerks, considérées par John Grant comme ayant atteint un sommet avec le film précédent de Disney, Mélodie du Sud.
La chanson d'ouverture avec Jiminy Cricket, I'm a Happy Go Lucky Fellow, avait été écrite et enregistrée à l'origine pour Pinocchio,,,. La présence du poisson rouge Cléo confirme partiellement cette reprise mais les décors et d'autres éléments ont été changés pour ne pas ressembler à l'atelier de Geppeto.
Cette seconde apparition de la petite conscience du pantin de bois est un fait rare parmi les personnages des longs métrages de Disney (avant les suites lancées dans les années 1990), seul Figaro faisant exception, mais ici Jiminy est la vedette.
Entre les deux séquences d'animation, Luana Patten et le ventriloque Edgar Bergen avec ses marionnettes permettent une transition amenant la séquence avec Mickey. C'est la marionnette Charlie McCarthy qui demande à Bergen de faire office de narrateur,. Elle était apparue en version animée dans les courts métrages Mother Goose Goes Hollywood (1938) et Chasseur d'autographes (1939).

#### Bongo, roi du cirque
D'après Michael Barrier, la séquence de Bongo aurait été réalisée sous la direction de Jack Kinney qui supervisa celle de nombreux courts métrages de Dingo. Pour Grant, le choix de cette histoire dénote une relation improbable entre Disney et Lewis et rehaussée par la narration de Dinah Shore semblant ne pas trop partager les idées de Lewis. L'animation de cette séquence est similaire (en qualité) à celle des courts métrages Disney de l'époque à part quelques exceptions comme la scène campagnarde où le décor avec un lac aux reflets miroitants et une montagne à l'arrière-plan est digne d'une carte postale.
Le personnage de Bongo est plus proche de l'ours en peluche que d'un vrai, surtout avec son costume d'animal de cirque, un chapeau jaune, une veste rouge et un nœud papillon bleu. Il est donc anthropomorphologiquement parlant plus proche de Mickey ou Donald, tous deux costumés que de Nicodème, Boniface ou Baloo. D'après la narration, cet ours vedette de cirque « peut plonger de 300 pieds (91 m) dans une éponge mouillée gracieusement » mais est fatigué de la vie qu'il mène. Ses maîtres ne le traitent pas à sa valeur et il doit dormir dans une cage trop petite.
Le personnage de Lulubelle est une ourse de couleur brun pâle, avec de grands yeux soulignés par d'exubérants cils et une fleur rose sur l'oreille. Son nom et son graphisme ont évolué durant l'élaboration du film, avec par exemple le prénom de Suzi et Silver Ears (oreille argentée). Le méchant ours Lumpjaw est lui de couleur sombre, couramment utilisée par Disney pour souligner une apparence massive, doté d'une impressionnante dentition prognathe. Une version vêtue en bûcheron a été conçue puis abandonnée. L'histoire d'amour entre Bongo et Lulubelle reprend tous les clichés présents dans le Livre de l'Amour, les angelots, le coup de foudre, la balade en barque... Deux personnages se liant d'amitié avec Bongo sont des tamias et graphiquement parlant évoquent le duo Tic et Tac,. Deux tamias étaient aussi apparus dans Pluto soldat (1943) mais ils ne seront nommés qu'avec le court métrage Donald chez les écureuils (sorti le 28 novembre 1947). D'autres personnages ont été conçus puis abandonné comme un chimpanzé majordome pour Bongo, nommée Beverly ou Chimpy.

#### Mickey et le Haricot magique
Le trio vedette Mickey Mouse, Donald Duck et Dingo n'apparaît pas dès le début du film. Plusieurs scènes permettent la mise en place du conte. Parmi les nombreux animaux présentés au début de la séquence, il existe des ressemblances graphiques notables avec d'autres productions du studio : les moutons avec ceux de Lambert le lion peureux (1952), le taureau avec Ferdinand le taureau (1938), les corbeaux avec ceux de Pinocchio. La harpe magique est d'après Grant un croisement entre Marilyn Monroe et l'instrument de musique. Le géant n'est pas un géant ordinaire car possède lui aussi des dons, celui de se métamorphoser, de changer de taille et même de se rendre invisible grâce à une phrase magique. Selon Grant, en dehors de la différence de taille, il possède un regard proche de celui de Simplet.
Comme à l'accoutumée dans les courts métrages du trio, les situations hilarantes sont provoquées par Donald et les maladresses de Dingo. Les gags lors de la poussée du haricot et ceux de la table à manger ont été conçus dès l'été 1940 ainsi que le personnage de la harpe chantante, aussi nommée harpe-cantatrice. La scène de lutte entre Dingo et un plat de gelée aurait, d'après Jerry Beck, été réalisée sous la direction de Jack Kinney.
Walt Disney avait déjà enregistré la voix de Mickey Mouse pour quelques scènes de la séquence Mickey et le Haricot magique lors de son développement au printemps et à l'été 1941. Mais en raison des modifications effectuées après cette période, d'autres scènes devaient être enregistrées. En 1946 alors que Wolfgang Reitherman insiste auprès de Walt Disney pour enregistrer la voix de Mickey, Walt stoppe de s'excuser d'être trop occupé avec le reste de ses activités et demande à Jim MacDonald, un technicien du son expérimenté de le remplacer. Mickey et le Haricot magique est donc le dernier film où Walt Disney double la voix de Mickey, à cause de sa voix trop enrouée par la cigarette, avant d'être remplacé par Jim MacDonald,. Walt Disney et Jim MacDonald se partagent le travail dans ce film, MacDonald réalisant la voix de fausset que Disney ne parvient plus à atteindre. La voix originale du géant Willie est donnée par Billy Gilbert, acteur reconnu pour ces mimiques de violentes éruptions nasales d'où la scène avec la poudre de tabac,.
La séquence finale mêle à nouveau l'animation et la prise de vue réelle et est célèbre par le gag avec le géant Willie soulevant le toit de la maison d'Edgar Bergen puis repartant dans Hollywood, se coiffant avec le Brown Derby, un célèbre restaurant avec une devanture à l'aspect d'un chapeau melon.

### Bande originale
- Farandole et Fantaisie (Fun and Fancy Free) - Chœur[25]
- Farandole et Fantaisie (I'm A Happy-Go-Lucky Fellow) - Jiminy Cricket et chœur[25]
- Un monde enchanteur (My Favorite Dream) - Soliste et chœur
- Ce n'est qu'un rêve un peu fou (Too Good to Be True) - Soliste et chœur
- Dites « je t'aime » avec une claque (Say It with a Slap) - Soliste et chœur
- Dites « je t'aime » avec une claque et Ce n'est qu'un rêve un peu fou (reprise) - Soliste et chœur
- Farandole et Fantaisie (reprise) - Chœur
- Ah ! Bonjour le printemps (My ! What A Happy Day) - Harpe Magique
- Fi Fai Fo Fum (Fee Fi Fo Fum) - Willie le géant
- C'est parfois vrai un rêve (In My Favourite Dream) - Harpe Magique
- Farandole et Fantaisie (Finale) - Chœur

## Sortie et accueil
Le film est accueilli, entre autres, par des critiques véhémentes : The New Yorker déclare que « Walt Disney semble avoir définitivement choisi l'optique de la médiocrité dans ses productions récentes » et Newsweek voit le film comme le produit « d'un Disney travaillant dans un but uniquement commercial ».
En septembre 1947, peu avant la sortie du film, la société Disney publie ses résultats financiers annuels. Ils indiquent que sa dette vis-à-vis des banques est passée de 4,2 millions à 3 millions d'USD, valeur pour l'époque moins effrayante et plus gérable, et offrant de meilleures perspectives.
La séquence Bongo, roi du cirque a été diffusée à la télévision le 28 septembre 1955, dans l'émission Walt Disney Presents sur ABC sous le nom Jiminy Cricket Presents Bongo.

## Analyse
Coquin de printemps est l'un des nombreux films de compilations produits durant les années 1940 par le studio Disney que Sébastien Roffat qualifie de « films composites, car constitués de plusieurs séquences indépendantes s'apparentant à des courts ou des moyens métrages, et généralement reliées entre elles par de brefs intermèdes. Steven Watts ajoute que des acteurs sont inclus dans les séquences de ces films suivant l'exemple de La Boîte à musique (1946) et inclut dans ce groupe Coquin de printemps (1947) et Mélodie Cocktail (1948). Ces compilations ont permis au studio de générer des revenus et de retrouver petit à petit sa qualité graphique.
Pour Leonard Maltin, le film Coquin de printemps doit sa notoriété au fait qu'il est l'un des rares longs métrages d'animations de Disney à réunir les trois héros de courts métrages de Disney : Mickey Mouse, Donald Duck et Dingo. Pour John Grant, malgré sa forme similaire Le Crapaud et le Maître d'école (1949), un découpage en deux moyens métrages, ce film est « beaucoup moins ambitieux mais plus charmant. » Même si le film est techniquement brillant, en particulier l'intégration de l'animation aux prises de vue réelle, le film « n'atteint pas le niveau d'un Pinocchio mais reste très regardable. »
Sur l'édition 2003 du DVD de Coquin de printemps, un bonus réalisé en 1997 et intitulé L'histoire de « Coquin de Printemps » relate l'histoire de la combinaison des deux séquences conçues comme des moyens métrages. Il débute par une remarque de Ward Kimball riant à l'évocation du titre original, Fun and Fancy Free. John Grant trouve étrange la présence d'Art Babbitt dans les crédits du film alors qu'à la suite de la grève des studios Disney de 1941 il avait été licencié. John Grant indique qu'à moins d'une improbable erreur du service de secrétariat du studio, Walt aurait réembauché Babbitt mais ne voulait plus entendre parler de lui et l'aurait affecté à des tâches insignifiantes, ce que contredit ce générique.

### Bongo, l'appel de la nature
Maltin ne retient que deux extraits de la séquence Bongo : l'idylle campagnarde et la séquence de rêve avec le cœur géant explosant en une myriade d'angelots. Mais Maltin ne parvient pas à s'attacher aux personnages ou à l'histoire, trop informels et divagants. Selon Grant, les personnages de cette séquence manquent de profondeur malgré le charme, la verve et une certaine sensation de fantaisie, typique de Disney.

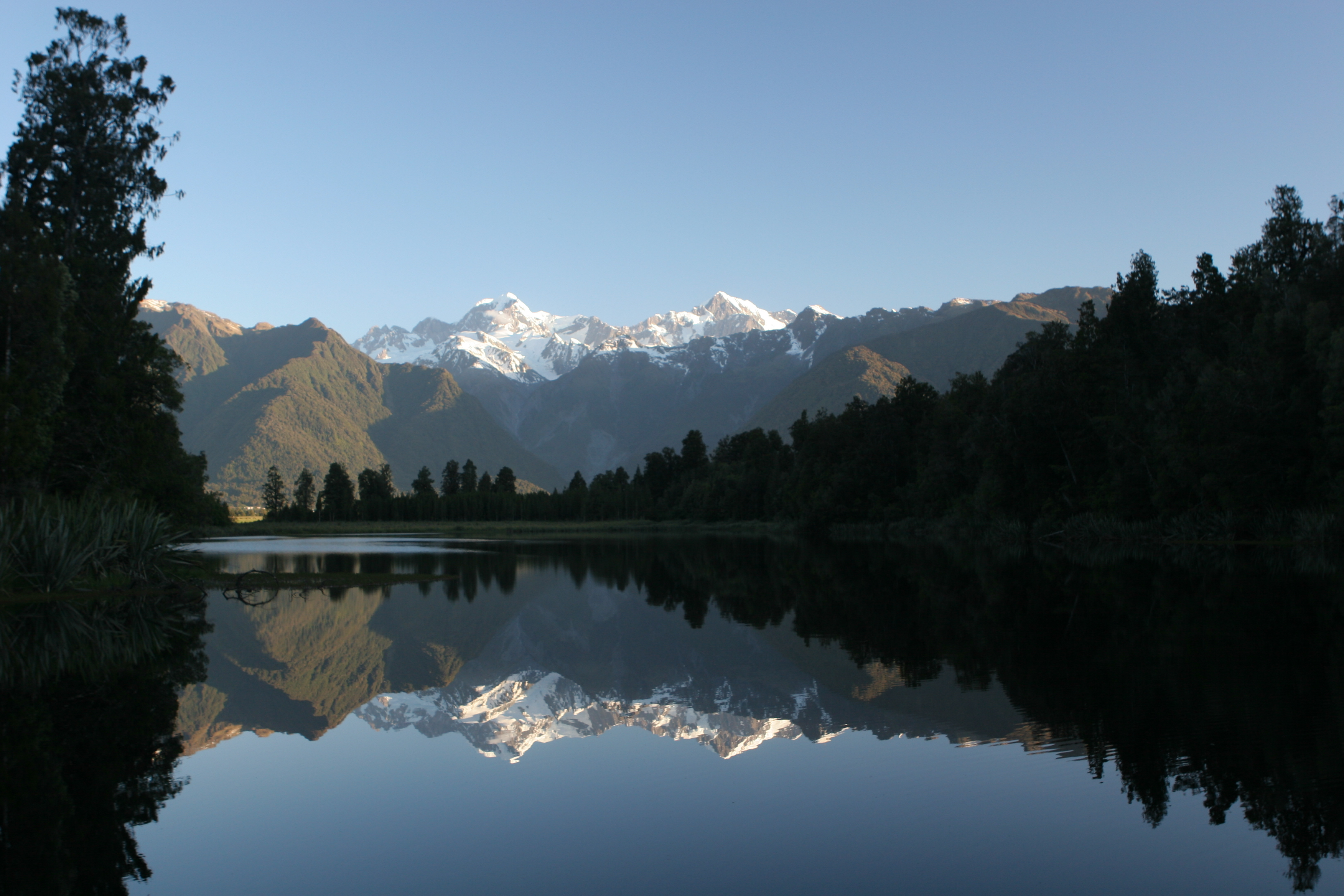
Décor naturel proche de celui du film (lac Matheson du parc national Aoraki/Mount Cook, Nouvelle-Zélande).

Douglas Brode va plus loin, rappelant la mouvance politique de Sinclair, le socialisme. Il voit dans ce film un retour à la nature, une fuite du style de vie carcérale de la société avec des touches de « sympathie primale » de William Wordsworth. Brode indique que Sinclair était apprécié des socialistes du début du XXe siècle dont le père de Walt Disney, Elias, aurait fait partie. Ce film serait une relance de la mouvance intellectuelle du « retour à la nature », engagée dès 1845 par Henry David Thoreau, avec la construction puis la vie dans une cabane près de l'étang de Walden, ce qu'il relate dans Walden ou la Vie dans les bois (1854). Cette mouvance a resurgi à maintes reprises par la suite, mais est devenue un phénomène de société aux États-Unis dans les années 1960, époque dont Brode cherche les racines dans son ouvrage From Walt to Woodstock. La scène de Bongo au bord du lac avec la montagne à l'horizon fait écho aux poèmes Vers écrits dans la vallée de Chamonix (1816) de Percy Bysshe Shelley.
Cette séquence du film montre aussi que les mentalités au sein du studio Disney ont changé. Ainsi selon Brode, Disney est « post-darwiniste conscient des concepts du naturalisme » dans la seconde partie de Bongo, celle où l'ours dressé qui retrouve la nature d'abord idyllique, doit finalement se battre contre la famine, les autres animaux et la nature elle-même. La scène d'amour montre selon Brode avec une grande honnêteté l'idéal romantique avec un darwinisme réel. La séquence amène une confrontation entre le côté sombre, violent, de la nature et l'optimisme de Walt Disney, ainsi malgré une nuit agitée pleine de violence, la lumière du jour amène l'espoir, la beauté, le calme et même l'amour. À nouveau la nature bestiale, ici la sexualité, resurgit avec l'arrivée de Lumpjack, un ours brutal et à la cervelle minuscule, comme c'est souvent le cas chez les méchants de Disney. Pour Brode, il assimile à la morale du film l'assertion suivante d'Ernest Bernbaum : 

« Comme pour le survivant, ce n'est pas toujours le loup solitaire, le sauvage, le prédateur, qui est le plus récompensé, mais plutôt le plus apte, le plus habile, le plus coopératif et ceux qui ont développé assez d'imagination et d'intelligence pour apprendre par expérience. »

— Ernest Bernbaum, Guide Through Romantic Movement
La morale illustrée par cette fable de Disney est que le romantisme et le darwinisme n'existent pas, le rude processus de sélection naturelle (sombre, difficile et mortel) doit être subi avant que le Jardin d'Éden ne puisse (et ne pourra) être atteint.
Le studio Disney a par la suite essayé de faire apprécier le personnage de Bongo en ressortant la séquence, mais sans y parvenir. D'après un article de Life d'octobre 1947, le personnage de Bongo est l'un des meilleurs candidats pour remplacer le personnage vieillissant de Mickey Mouse, mais l'avenir a démontré le contraire. D'après ce même magazine, le public a apprécié le retour aux caractéristiques originelles des  Disney, à savoir l'humour direct des dessins animés.

### Premier moyen métrage du trio Mickey-Donald-Dingo
La seconde partie est aussi inférieure à ce que l'on attend d'un long métrage, trop proche du court métrage étendu devenu moyen métrage. Selon Maltin, la critique a bien accueilli le film comme un retour de Disney dans son « territoire » mais ce n'est qu'avec La Mare aux grenouilles, séquence du film Le Crapaud et le Maître d'école (1949) que Disney a de nouveau impressionné ses admirateurs avec l'inventivité qu'ils attendaient.
Bob Thomas voit dans la séquence du Haricot magique une tentative de Walt Disney pour repositionner Mickey comme une vedette de l'animation, carrière qui avait été suspendue durant la Seconde Guerre mondiale. Toutefois Donald et Dingo, utilisés comme personnages secondaires sont à l'origine des scènes comiques.
Sean Griffin s'interroge sur le fait qu'une fois de plus plusieurs personnages masculins partagent leur vie et leur travail sans présence féminine, dans son étude sur l'homosexualité chez Disney. Le trio était dans une situation similaire dans Les Joyeux Mécaniciens (1935), Le Déménagement de Mickey (1936), Nettoyeurs de pendules (1937), Les Revenants solitaires (1937) et La Remorque de Mickey (1938).

## Adaptations et produits dérivés
Quand la séquence Mickey et le Haricot magique a été réutilisée dans les années 1960 pour la télévision, la partie en prises de vue réelles avec Edgar Bergen a été supprimée et remplacée par une introduction et une narration de Donald Dingue (Ludwig Von Drake). Cette même séquence a été éditée seule, mais dans sa version originale (avec Bergen), sur support vidéo en VHS 16 mm puis en DVD. Une version sur disque 33 tours a été éditée en 1963 par Disneyland Records, avec Robie Lester comme narratrice, Jim MacDonald pour Mickey et Willie le géant (alors que Billy Gilbert faisait auparavant la voix du géant), Clarence Nash pour Donald et Pinto Colvig pour Dingo (c'est d'ailleurs la première fois qu'il donne sa voix au personnage sur un disque).
La séquence Mickey et le Haricot magique est évoquée avec la reconstitution d'une pousse de haricot géant sur la devanture d'une boutique de Fantasyland au parc Disneyland à Marne-la-Vallée, portant le nom du court métrage Le Brave Petit Tailleur (1938). Le restaurant du film Brown Derby a été reproduit dans le parc Disney's Hollywood Studios à la suite d'un accord signé en 1987 entre Disney et les propriétaires du restaurant.
La situation scénaristique de la harpe captive, du géant et de la clef cachée dans la poche de veste du géant a été reprise dans la série télévisée Les Gummi, l'animation étant similaire, avec Sunni comme captive et le Roi Igthorn comme tortionnaire (dans le dernier épisode de la série).
Willie le Géant apparaît dans le long métrage Le Noël de Mickey (1983).